# ファルコ (北斗の拳)
ファルコは、漫画『北斗の拳』に登場する架空の人物。

## 人物像
二千年の歴史を持ち、かつては「北斗神拳」をも凌駕すると言われた「元斗皇拳」の伝承者にして最強の使い手。金色の光輝を纏い、天帝に仕える帝都の将軍。「金色のファルコ」の異名を持つ。
金髪。髪型は側面を刈りあげつつ上はやや若干長めに残し、上面を平らに切り揃える角刈り。モデルは映画『ロッキー4』でドルフ・ラングレンが演じたソ連のボクサー、イワン・ドラゴ。
人民を思いやる情の深さと天帝への厚い忠義を併せ持ち、誠実かつ高潔な武人であることから人望があり、兵士や奴隷たちから絶大な忠誠を捧げられている。

## 来歴
天帝として双子の姉妹が誕生した際、「天が二つに割れる」と乳兄弟のジャコウにより一方の殺害を命じられるが、赤ん坊（リン）の愛らしい姿にためらいを覚え、彼女の出生の秘密を隠して叔父夫妻に預けた。以後、ファルコはその後の世の乱れに責任を感じていた。
かつて拳王ことラオウが軍を率いて天帝の村へ侵攻した時、「戦えばラオウを倒すことは可能だが自分も死ぬ」と予見。ラオウの死によって拳王軍が統制を失い、それに伴う最悪の事態を避けるべく、自ら右足を切断して差し出しその攻撃を未然に防いだ。ラオウもファルコの実力と心意気を認め、「その片足は一国に値する」と言わしめ、以来、切断した右足には義足が取り付けられている。
ラオウは転進する前に、邪心に満ちた目を持つジャコウを発見、彼がファルコにとって将来最大の災厄を招く危険な存在であることを見抜き、直ちにジャコウを葬るように忠告するが、涙を流して祈る母の姿を認めたファルコにはそれができなかった。
ケンシロウがラオウを倒し、乱世は一時の平定を見た。しかしそれも長くは続かず、やがて平安は貧富の階層差を生み、世が再び混迷の時代を迎えると、富と権力を得た中央帝都の圧政が始まった。ラオウがかつて警告した通り、ジャコウが天帝ルイを幽閉し、天帝軍の総督として帝都の実権を握ったためである。
ファルコは人質に取られた天帝の命を護るために、ジャコウに命ぜられるまま帝都に反旗を翻す勢力と戦い続けた。こうした非情の戦いの末、彼の精神は多大な苦しみを負い、ついにはいかなる悲劇を目の当たりにしても涙を流すことはなくなった。その姿をファルコの部下たちは哀しみ、ファルコをハーン兄弟の切り札である爆弾から身を挺して守った際には「将軍は我らのために涙を使い果たし、その涙は干れてしまった」とその哀しみを語った。また、こうした事情を知っている帝都で酷使されていたファルコを慕う奴隷たちは、ファルコの義足が軋む音を「ファルコ将軍の脚が泣いている」と表現した。
しかし、少しでも犠牲を減らそうという努力は欠かしておらず、マミヤの村に攻め入った際には村の長老を殺しただけで、それ以外の村人たちには誰一人危害を加えなかった。また、ジャコウの仕打ちに激怒したショウキを、天帝のためにあえて倒した折には、表向き殺したように見せかけたものの、実際には仮死状態にして逃がす算段をしていた。さらに、ジャコウより抹殺を厳命されていた敵対勢力である北斗の軍との交戦時には、代表者一人の命だけで事を済まそうと考え、軍の真の統率者と見抜いたリンの命と引き換えに、それ以外の者の降伏を認めようとすらしていた。これらの工作はジャコウの目が届かないところでは、それなりに上手くいっていたものの、ショウキの件だけはジャコウやその息子たちの眼前で起こったため、ショウキはジャコウの息子シーノ（アニメ版での青光のボルツ）に生存を見破られ、殺された。
前述の通り、中央帝都に抵抗する北斗の軍とは長らく交戦していたが、ついにはケンシロウとの一騎討ちを迎える。この際、拳法家としての本懐を得たためか、力強く歩を進めるその姿に「今日はファルコ様の脚が泣いていない!」と部下たちは大いに喜んだ。元斗皇拳の技と奥義を駆使してケンシロウと激闘を繰り広げ、その最中に胸の中央部の秘孔「戈穴」を突かれたが、秘孔の周りの細胞を焼き尽くして死滅させるという元斗皇拳の北斗封じの奥義により、その効力を防いでみせた。
アインらの活躍によって天帝ルイが救出されるとケンシロウと共闘し、元凶であるジャコウを倒す。そして、天帝ルイと再会を果たし彼女から労いの言葉を掛けられ、これによって心中で張り詰めていたものが氷解し、両目から涸れていた涙を流した。
だが、生き残ったジャコウの息子のジャスク（アニメ版での緑光のタイガ）は、ルイの双子の妹であることが判明したリンを連れ去り、ケンシロウとファルコをさらなる過酷な戦いに巻き込むため、ただ一つ残った海を渡り修羅の国へ逃亡する。ファルコは天帝を護る元斗の拳士の務めがゆえ、“もう一人の天帝”であるリンを追って、ケンシロウとの闘いで負った深い傷が癒えぬ中、単身修羅の国へ渡る。しかし、それは半ば死を覚悟した渡航だった。
修羅の国に上陸後、「名も無き修羅」と闘いになるが、先述の深手を負ったままである上に義足が折れ敗北、瀕死の状態となる。後から駆けつけたケンシロウにリンを救えなかったことを詫びた後、一瞬のみ生を得る「刹活孔」を突いてもらって修羅と再戦し、誇りある勝利を得るも、もはやファルコの命の灯火は消えようとしていた。その時、恋人・ミュウから届けられた「元斗の伝書鳩」の手紙を読み、彼女の胎内に自身の子が宿っていることを知り、元斗皇拳が途絶えず血を分けた子へと受け継がれることに喜びの涙を流しつつ、ケンシロウに看取られ静かに逝った。

## 担当声優
- 田中秀幸 - アニメ『北斗の拳2』
- 志村知幸 - 『北斗の拳 激打3 ～タイピング百裂拳～』
- 江川央生 - ゲーム『真・北斗無双』
- 小杉十郎太 - ゲーム『LEGENDS ReVIVE』

## その他
- 本編ではミュウが子を身籠ったことが描かれたが、ファミリーコンピュータ用ゲームソフト『北斗の拳4』では成長したファルコの息子が「白銀のミッシュ」として登場する。
- アニメのオープニングや『真・北斗無双』では、ケンシロウより体格を一回りほど大きく描かれている。